# کارل‌هاینس دشنر
کارل‌هاینس دشنر (انگلیسی: Karlheinz Deschner؛ ۲۳ مه ۱۹۲۴ – ۸ آوریل ۲۰۱۴ (aged 89)) تاریخ‌نگار، نویسنده، منتقد ادبی، و متخصص الهیات اهل آلمان بود.